# دره اسبر

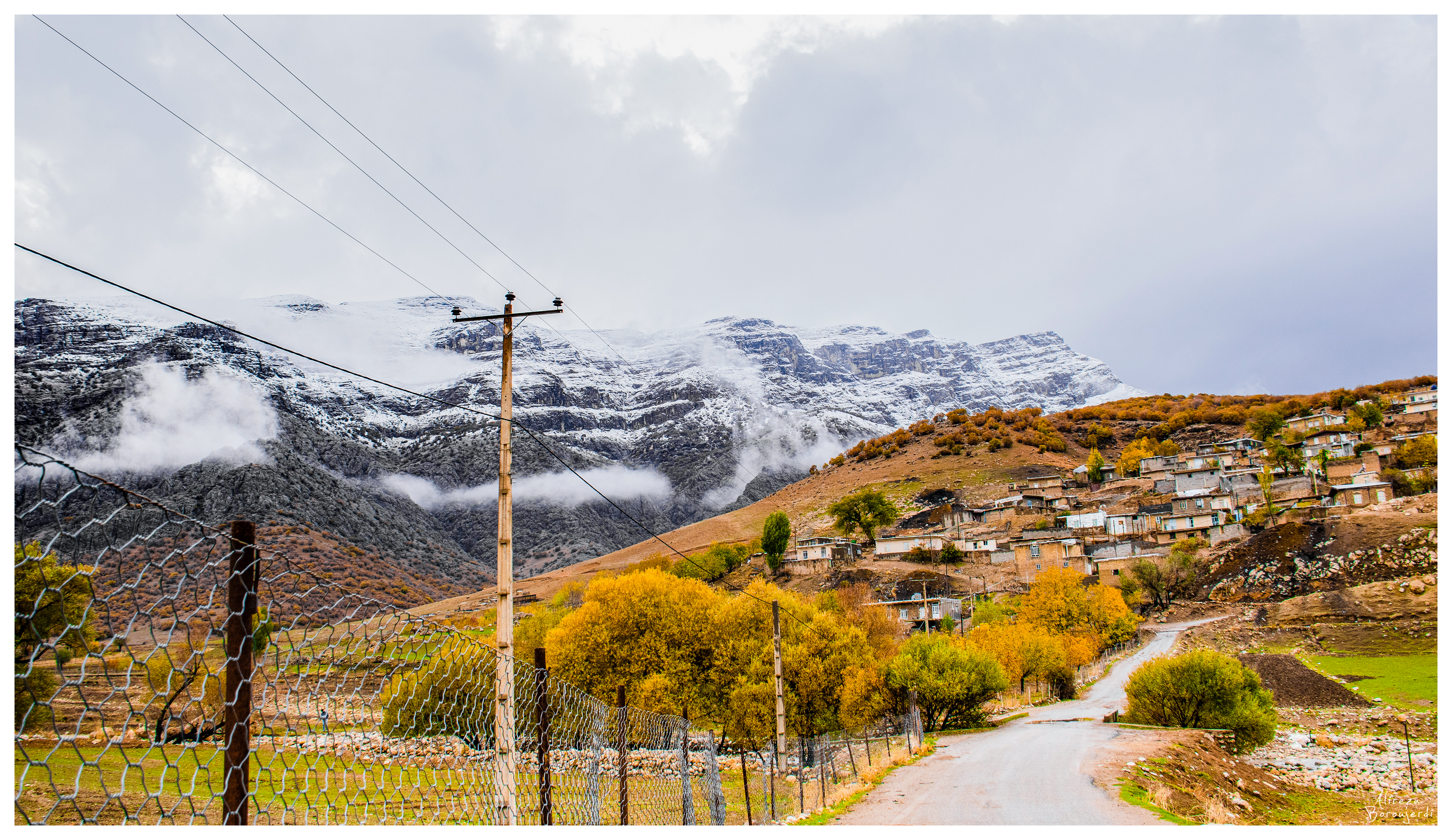
دره اسبرروستای دره اسبر

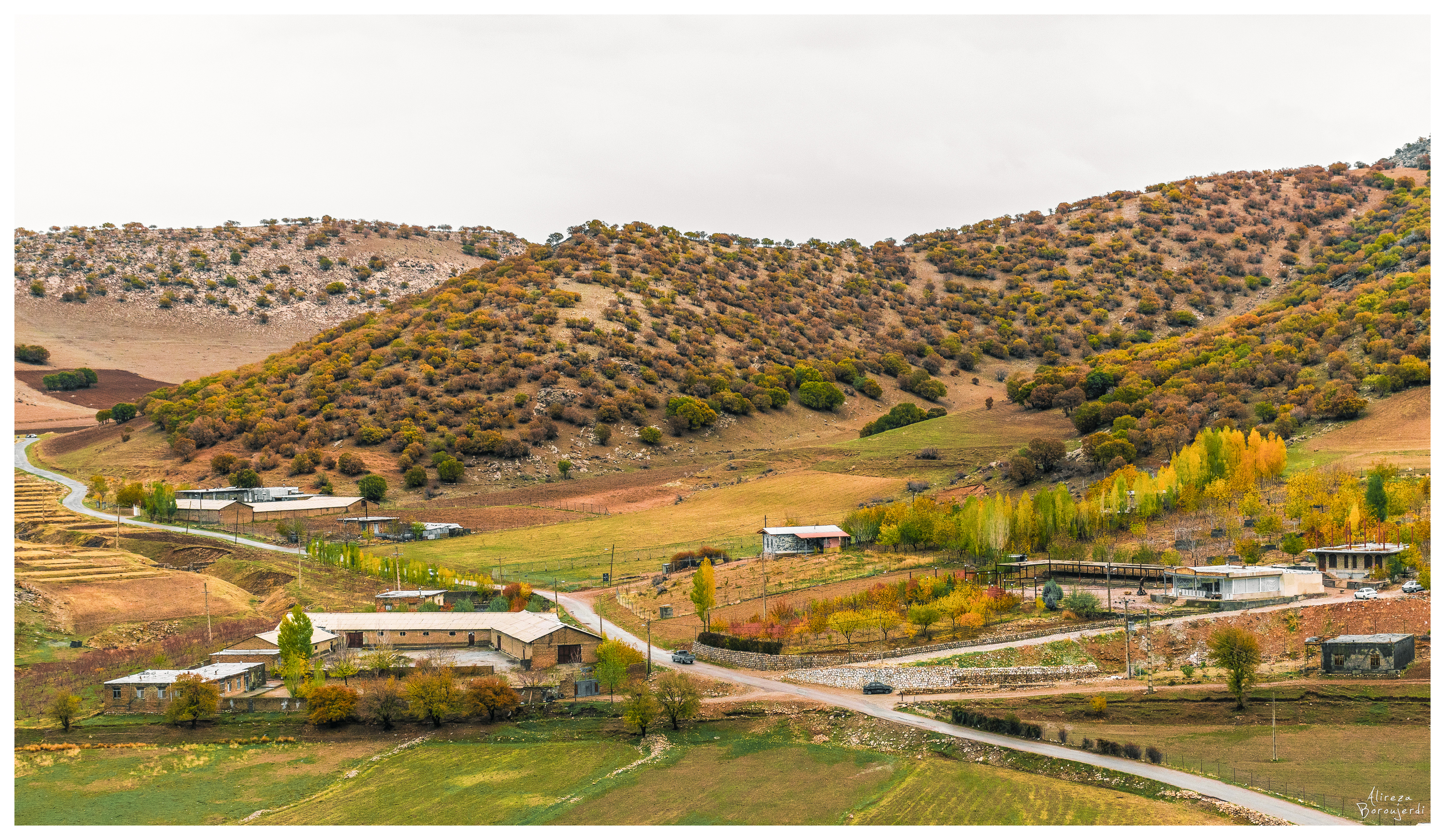
دره اسبر در فصل پاییز

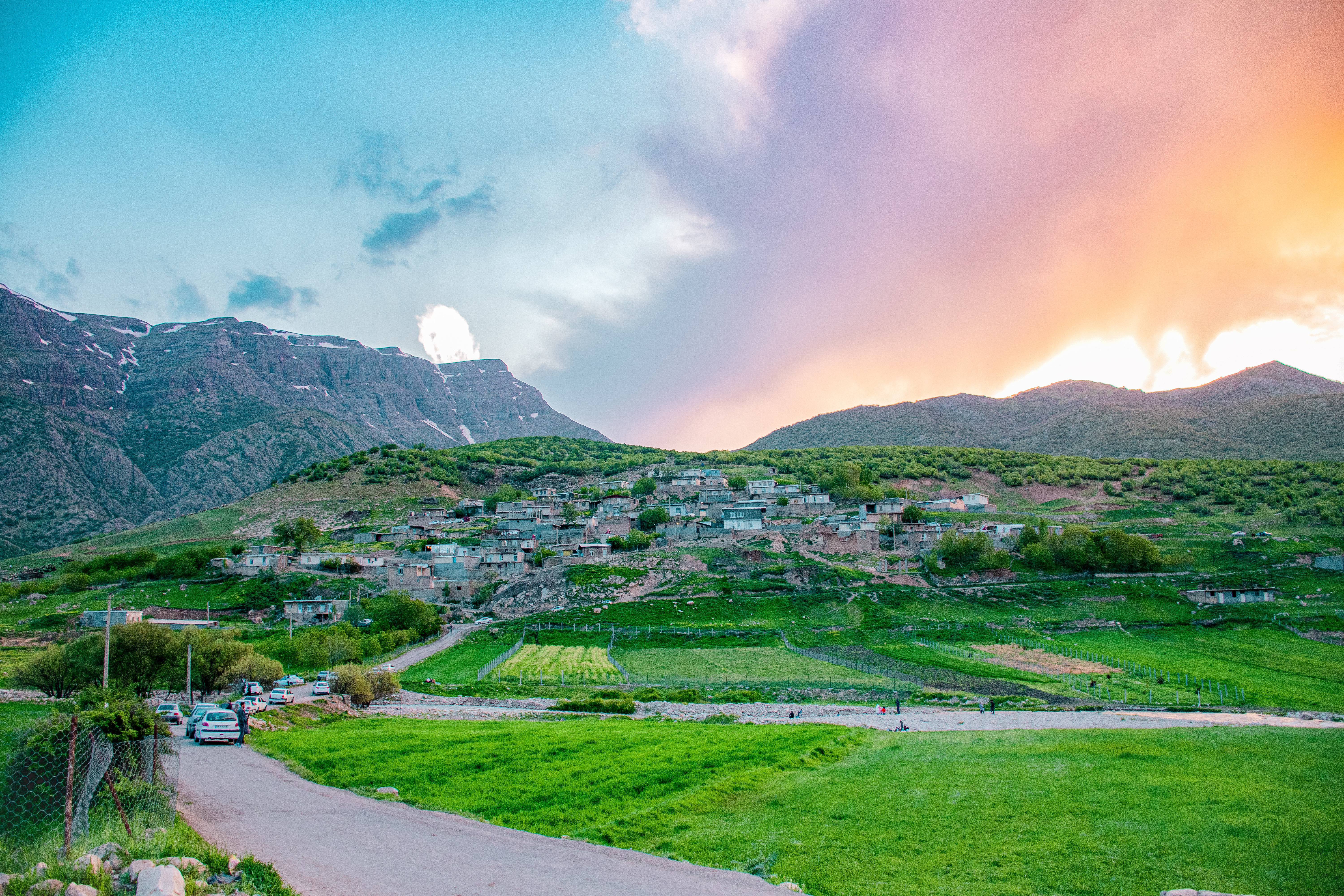
دره اسبر در فصل بهار

دره اسبر، روستایی از توابع بخش مرکزی شهرستان دورود در استان لرستان ایران است.

## جمعیت
این روستا در دهستان حشمت آباد قرار دارد و براساس سرشماری مرکز آمار ایران در سال ۱۳۸۵، جمعیت آن ۲۷۱ نفر (۵۳خانوار) بوده‌است.